# بوغل
بوغل (بالإنجليزية: Bogle)‏ هو مصمم رقص وموسيقي جامايكي، ولد في 22 أغسطس 1964 في كينغستون في جامايكا، وتوفي في 20 يناير 2005.